# Каприлес Кабрера, Анибаль
Анибаль Каприлес Кабрера (исп. Aníbal Capriles Cabrera; 21 декабря 1854, Кочабамба, Боливия — 9 апреля 1924, там же) — боливийский журналист и государственный деятель, второй вице-президент Боливии (1899—1904).

## Биография
В 1879 году окончил юридический факультет Университета Сан-Симона-де-Кочабамба
Работал учителем в нескольких школах в Сукре, был проректором Национальной школы Сукре. Включившись в общественно-политическую жизнь, выступил одним из основателей «Общества 14 сентября». В 1892 г. становится директором антиконсервативной газеты «El Progreso», избирается в парламент от Кочабамбы.
Его политические идеи привели в 1892 г. к вынужденному изгнанию в Антофагасту, где он возобновил свою журналистскую кампанию сначала с «El Independiente», а затем с «El Elector». Принимал активное участие в Гражданской войне (1898) как военный и политический лидер сил в городе Сика Сика.
После победы либералов с 1899 по 1903 г. занимал пост второго вице-президента Боливии, возглавлял комиссии «Правительство и юстиция», а несколько позже — «Общественные работы и развитие». Являлся временным президентом Боливии, когда разразилась Война за Акри и генерал Пандо возглавил боливийскую армию, которая участвовала в этой кампании.
В 1914, 1915 и 1916 гг. являлся министром народного просвещения.
В августе-декабре 1914 г. — министр иностранных дел Боливии.
Среди его основных работ — биография Антонио Хосе Сукре, опубликованная в 1883 г. и «Политический манифест».